# Clasificación para la Copa Asiática Femenina Sub-20 de la AFC 2026
La clasificación para la Copa Asiática Femenina Sub-20 de la AFC 2026 es una competición de fútbol femenino sub-20 que determinará los equipos participantes en el torneo final de la Copa Asiática Femenina Sub-20 de la AFC 2026.
En esta decimosegunda edición, un total de 12 selecciones se clasificarán para la fase final. El país anfitrión se clasificará automáticamente, mientras que los otros 11 equipos se decidirán por clasificación. Habrá una única ronda clasificatoria programada para el 2 y el 10 de agosto de 2025.

### Sorteo
El sorteo se llevó a cabo el 28 de abril de 2025 a las 15:00 MYT ( UTC+8 ), en la AFC House en Kuala Lumpur, Malasia.
De las 47 asociaciones miembros de la AFC, un total de 33 equipos participaron en la competición. A diferencia de la edición anterior, no existe una clasificación automática para la fase final según la posición obtenida en el torneo anterior, por lo que todos los equipos, excepto el anfitrión, participan en la clasificación. Los 33 equipos se dividirán en ocho grupos: siete grupos de cuatro equipos y un grupo de cinco. La clasificación de los equipos se realizó mediante un sistema de puntos basado en sus clasificaciones finales en las tres ediciones anteriores de la fase final.
 Tailandia se clasificó automáticamente para la fase final por ser el anfitrión.

## Grupos
Los partidos fueron programados entre el 2 y el 10 de agosto de 2025.

### Grupo A
País anfitrión:  Bután
| Equipo          | Pts       | PJ        | PG        | PE        | PP        | GF        | GC        | Dif       | Clasificación        |
| --------------- | --------- | --------- | --------- | --------- | --------- | --------- | --------- | --------- | -------------------- |
| Corea del Norte | 0         | 0         | 0         | 0         | 0         | 0         | 0         | 0         | Torneo final         |
| Nepal           | 0         | 0         | 0         | 0         | 0         | 0         | 0         | 0         | Posible torneo final |
| Arabia Saudita  | 0         | 0         | 0         | 0         | 0         | 0         | 0         | 0         |                      |
| Bután (A)       | 0         | 0         | 0         | 0         | 0         | 0         | 0         | 0         |                      |
| Mongolia        | Se retiró | Se retiró | Se retiró | Se retiró | Se retiró | Se retiró | Se retiró | Se retiró | Retirado             |

| 6 de agosto de 2025 | Corea del Norte | 15:0 | Arabia Saudita | Estadio Changlimithang, Timbu, Bután |               |
| 14:00               |                 |      |                | Árbitra: [[]]                        | Árbitra: [[]] |

| 6 de agosto de 2025 | Nepal | 1:1 | Bután | Estadio Changlimithang, Timbu, Bután |               |
| 18:00               |       |     |       | Árbitra: [[]]                        | Árbitra: [[]] |

| 8 de agosto de 2025 | Arabia Saudita | 0:1 | Nepal | Estadio Changlimithang, Timbu, Bután |               |
| 14:00               |                |     |       | Árbitra: [[]]                        | Árbitra: [[]] |

| 8 de agosto de 2025 | Bután | 0:10 | Corea del Norte | Estadio Changlimithang, Timbu, Bután |               |
| 18:00               |       |      |                 | Árbitra: [[]]                        | Árbitra: [[]] |

| 10 de agosto de 2025 | Corea del Norte | 11:0 | Nepal | Estadio Changlimithang, Timbu, Bután |               |
| 14:00                |                 |      |       | Árbitra: [[]]                        | Árbitra: [[]] |

| 10 de agosto de 2025 | Bután | 1:2 | Arabia Saudita | Estadio Changlimithang, Timbu, Bután |               |
| 18:00                |       |     |                | Árbitra: [[]]                        | Árbitra: [[]] |

### Grupo B
País anfitrión:  Vietnam
| Equipo      | Pts | PJ | PG | PE | PP | GF | GC | Dif | Clasificación        |
| ----------- | --- | -- | -- | -- | -- | -- | -- | --- | -------------------- |
| Vietnam (A) | 0   | 0  | 0  | 0  | 0  | 0  | 0  | 0   | Torneo final         |
| Hong Kong   | 0   | 0  | 0  | 0  | 0  | 0  | 0  | 0   | Posible torneo final |
| Kirguistán  | 0   | 0  | 0  | 0  | 0  | 0  | 0  | 0   |                      |
| Singapur    | 0   | 0  | 0  | 0  | 0  | 0  | 0  | 0   |                      |

| 6 de agosto de 2025 | Kirguistán | vs. | Hong Kong | Vietnam Youth Football Training Center, Hanói, Vietnam |               |
| 16:00               |            |     |           | Árbitra: [[]]                                          | Árbitra: [[]] |

| 6 de agosto de 2025 | Vietnam | vs. | Singapur | Vietnam Youth Football Training Center, Hanói, Vietnam |               |
| 19:00               |         |     |          | Árbitra: [[]]                                          | Árbitra: [[]] |

| 8 de agosto de 2025 | Singapur | vs. | Kirguistán | Vietnam Youth Football Training Center, Hanói, Vietnam |               |
| 16:00               |          |     |            | Árbitra: [[]]                                          | Árbitra: [[]] |

| 8 de agosto de 2025 | Hong Kong | vs. | Vietnam | Vietnam Youth Football Training Center, Hanói, Vietnam |               |
| 19:00               |           |     |         | Árbitra: [[]]                                          | Árbitra: [[]] |

| 10 de agosto de 2025 | Hong Kong | vs. | Singapur | Vietnam Youth Football Training Center, Hanói, Vietnam |               |
| 16:00                |           |     |          | Árbitra: [[]]                                          | Árbitra: [[]] |

| 10 de agosto de 2025 | Vietnam | vs. | Kirguistán | Vietnam Youth Football Training Center, Hanói, Vietnam |               |
| 19:00                |         |     |            | Árbitra: [[]]                                          | Árbitra: [[]] |

### Grupo C
País anfitrión:  Tayikistán
| Equipo         | Pts | PJ | PG | PE | PP | GF | GC | Dif | Clasificación        |
| -------------- | --- | -- | -- | -- | -- | -- | -- | --- | -------------------- |
| Australia      | 0   | 0  | 0  | 0  | 0  | 0  | 0  | 0   | Torneo final         |
| China Taipéi   | 0   | 0  | 0  | 0  | 0  | 0  | 0  | 0   | Posible torneo final |
| Palestina      | 0   | 0  | 0  | 0  | 0  | 0  | 0  | 0   |                      |
| Tayikistán (A) | 0   | 0  | 0  | 0  | 0  | 0  | 0  | 0   |                      |

| 6 de agosto de 2025 | China Taipéi | vs. | Palestina | Estadio Pamir, Dusambé, Tayikistán |               |
| 19:00               |              |     |           | Árbitra: [[]]                      | Árbitra: [[]] |

| 6 de agosto de 2025 | Australia | vs. | Tayikistán | Estadio Pamir, Dusambé, Tayikistán |               |
| 22:00               |           |     |            | Árbitra: [[]]                      | Árbitra: [[]] |

| 8 de agosto de 2025 | Palestina | vs. | Australia | Estadio Pamir, Dusambé, Tayikistán |               |
| 19:00               |           |     |           | Árbitra: [[]]                      | Árbitra: [[]] |

| 8 de agosto de 2025 | Tayikistán | vs. | China Taipéi | Estadio Pamir, Dusambé, Tayikistán |               |
| 22:00               |            |     |              | Árbitra: [[]]                      | Árbitra: [[]] |

| 10 de agosto de 2025 | Australia | vs. | China Taipéi | Estadio Pamir, Dusambé, Tayikistán |               |
| 19:00                |           |     |              | Árbitra: [[]]                      | Árbitra: [[]] |

| 10 de agosto de 2025 | Palestina | vs. | Tayikistán | Estadio Pamir, Dusambé, Tayikistán |               |
| 22:00                |           |     |            | Árbitra: [[]]                      | Árbitra: [[]] |

### Grupo D
País anfitrión:  Birmania
| Equipo       | Pts | PJ | PG | PE | PP | GF | GC | Dif | Clasificación        |
| ------------ | --- | -- | -- | -- | -- | -- | -- | --- | -------------------- |
| India        | 0   | 0  | 0  | 0  | 0  | 0  | 0  | 0   | Torneo final         |
| Indonesia    | 0   | 0  | 0  | 0  | 0  | 0  | 0  | 0   | Posible torneo final |
| Birmania (A) | 0   | 0  | 0  | 0  | 0  | 0  | 0  | 0   |                      |
| Turkmenistán | 0   | 0  | 0  | 0  | 0  | 0  | 0  | 0   |                      |

| 6 de agosto de 2025 | Birmania | vs. | Turkmenistán | Estadio Thuwunna, Rangún, Birmania |               |
| 16:00               |          |     |              | Árbitra: [[]]                      | Árbitra: [[]] |

| 6 de agosto de 2025 | India | vs. | Indonesia | Estadio Thuwunna, Rangún, Birmania |               |
| 19:00               |       |     |           | Árbitra: [[]]                      | Árbitra: [[]] |

| 8 de agosto de 2025 | Indonesia | vs. | Birmania | Estadio Thuwunna, Rangún, Birmania |               |
| 16:00               |           |     |          | Árbitra: [[]]                      | Árbitra: [[]] |

| 8 de agosto de 2025 | Turkmenistán | vs. | India | Estadio Thuwunna, Rangún, Birmania |               |
| 19:00               |              |     |       | Árbitra: [[]]                      | Árbitra: [[]] |

| 10 de agosto de 2025 | Birmania | vs. | India | Estadio Thuwunna, Rangún, Birmania |               |
| 16:00                |          |     |       | Árbitra: [[]]                      | Árbitra: [[]] |

| 10 de agosto de 2025 | Indonesia | vs. | Turkmenistán | Estadio Thuwunna, Rangún, Birmania |               |
| 19:00                |           |     |              | Árbitra: [[]]                      | Árbitra: [[]] |

### Grupo E
País anfitrión:  China
| Equipo    | Pts | PJ | PG | PE | PP | GF | GC | Dif | Clasificación        |
| --------- | --- | -- | -- | -- | -- | -- | -- | --- | -------------------- |
| China (A) | 0   | 0  | 0  | 0  | 0  | 0  | 0  | 0   | Torneo final         |
| Líbano    | 0   | 0  | 0  | 0  | 0  | 0  | 0  | 0   | Posible torneo final |
| Siria     | 0   | 0  | 0  | 0  | 0  | 0  | 0  | 0   |                      |
| Camboya   | 0   | 0  | 0  | 0  | 0  | 0  | 0  | 0   |                      |

| 6 de agosto de 2025 | Líbano | vs. | Camboya | Helan Mountain Stadium, Ningxia, China |               |
| 15:30               |        |     |         | Árbitra: [[]]                          | Árbitra: [[]] |

| 6 de agosto de 2025 | China | vs. | Siria | Helan Mountain Stadium, Ningxia, China |               |
| 19:35               |       |     |       | Árbitra: [[]]                          | Árbitra: [[]] |

| 8 de agosto de 2025 | Siria | vs. | Líbano | Helan Mountain Stadium, Ningxia, China |               |
| 15:30               |       |     |        | Árbitra: [[]]                          | Árbitra: [[]] |

| 8 de agosto de 2025 | Camboya | vs. | China | Helan Mountain Stadium, Ningxia, China |               |
| 19:35               |         |     |       | Árbitra: [[]]                          | Árbitra: [[]] |

| 10 de agosto de 2025 | Camboya | vs. | Siria | Helan Mountain Stadium, Ningxia, China |               |
| 15:30                |         |     |       | Árbitra: [[]]                          | Árbitra: [[]] |

| 10 de agosto de 2025 | China | vs. | Líbano | Helan Mountain Stadium, Ningxia, China |               |
| 19:35                |       |     |        | Árbitra: [[]]                          | Árbitra: [[]] |

### Grupo F
País anfitrión:  Malasia
| Equipo      | Pts | PJ | PG | PE | PP | GF | GC | Dif | Clasificación        |
| ----------- | --- | -- | -- | -- | -- | -- | -- | --- | -------------------- |
| Japón       | 0   | 0  | 0  | 0  | 0  | 0  | 0  | 0   | Torneo final         |
| Irán        | 0   | 0  | 0  | 0  | 0  | 0  | 0  | 0   | Posible torneo final |
| Malasia (A) | 0   | 0  | 0  | 0  | 0  | 0  | 0  | 0   |                      |
| Guam        | 0   | 0  | 0  | 0  | 0  | 0  | 0  | 0   |                      |

| 6 de agosto de 2025 | Japón | vs. | Guam | Estadio Kuala Lumpur, Kuala Lumpur, Malasia |               |
| 16:45               |       |     |      | Árbitra: [[]]                               | Árbitra: [[]] |

| 6 de agosto de 2025 | Irán | vs. | Malasia | Estadio Kuala Lumpur, Kuala Lumpur, Malasia |               |
| 20:45               |      |     |         | Árbitra: [[]]                               | Árbitra: [[]] |

| 8 de agosto de 2025 | Guam | vs. | Irán | Estadio Kuala Lumpur, Kuala Lumpur, Malasia |               |
| 16:45               |      |     |      | Árbitra: [[]]                               | Árbitra: [[]] |

| 8 de agosto de 2025 | Malasia | vs. | Japón | Estadio Kuala Lumpur, Kuala Lumpur, Malasia |               |
| 20:45               |         |     |       | Árbitra: [[]]                               | Árbitra: [[]] |

| 10 de agosto de 2025 | Japón | vs. | Irán | Estadio Kuala Lumpur, Kuala Lumpur, Malasia |               |
| 16:45                |       |     |      | Árbitra: [[]]                               | Árbitra: [[]] |

| 10 de agosto de 2025 | Malasia | vs. | Guam | Estadio Kuala Lumpur, Kuala Lumpur, Malasia |               |
| 20:45                |         |     |      | Árbitra: [[]]                               | Árbitra: [[]] |

### Grupo G
País anfitrión:  Uzbekistán
| Equipo                   | Pts | PJ | PG | PE | PP | GF | GC | Dif | Clasificación        |
| ------------------------ | --- | -- | -- | -- | -- | -- | -- | --- | -------------------- |
| Jordania                 | 0   | 0  | 0  | 0  | 0  | 0  | 0  | 0   | Torneo final         |
| Uzbekistán (A)           | 0   | 0  | 0  | 0  | 0  | 0  | 0  | 0   | Posible torneo final |
| Islas Marianas del Norte | 0   | 0  | 0  | 0  | 0  | 0  | 0  | 0   |                      |
| Baréin                   | 0   | 0  | 0  | 0  | 0  | 0  | 0  | 0   |                      |

| 6 de agosto de 2025 | Jordania | vs. | Islas Marianas del Norte | Do'stlik Stadium, Taskent, Uzbekistán |               |
| 17:30               |          |     |                          | Árbitra: [[]]                         | Árbitra: [[]] |

| 6 de agosto de 2025 | Uzbekistán | vs. | Baréin | Do'stlik Stadium, Taskent, Uzbekistán |               |
| 20:30               |            |     |        | Árbitra: [[]]                         | Árbitra: [[]] |

| 8 de agosto de 2025 | Baréin | vs. | Jordania | Do'stlik Stadium, Taskent, Uzbekistán |               |
| 17:30               |        |     |          | Árbitra: [[]]                         | Árbitra: [[]] |

| 8 de agosto de 2025 | Islas Marianas del Norte | vs. | Uzbekistán | Do'stlik Stadium, Taskent, Uzbekistán |               |
| 20:30               |                          |     |            | Árbitra: [[]]                         | Árbitra: [[]] |

| 10 de agosto de 2025 | Islas Marianas del Norte | vs. | Baréin | Do'stlik Stadium, Taskent, Uzbekistán |               |
| 17:30                |                          |     |        | Árbitra: [[]]                         | Árbitra: [[]] |

| 10 de agosto de 2025 | Uzbekistán | vs. | Jordania | Do'stlik Stadium, Taskent, Uzbekistán |               |
| 20:30                |            |     |          | Árbitra: [[]]                         | Árbitra: [[]] |

### Grupo H
País anfitrión:  Laos
| Equipo         | Pts | PJ | PG | PE | PP | GF | GC | Dif | Clasificación        |
| -------------- | --- | -- | -- | -- | -- | -- | -- | --- | -------------------- |
| Corea del Sur  | 0   | 0  | 0  | 0  | 0  | 0  | 0  | 0   | Torneo final         |
| Bangladés      | 0   | 0  | 0  | 0  | 0  | 0  | 0  | 0   | Posible torneo final |
| Laos (A)       | 0   | 0  | 0  | 0  | 0  | 0  | 0  | 0   |                      |
| Timor Oriental | 0   | 0  | 0  | 0  | 0  | 0  | 0  | 0   |                      |

| 6 de agosto de 2025 | Corea del Sur | vs. | Timor Oriental | Nuevo Estadio Nacional de Laos, Vientián, Laos |               |
| 16:00               |               |     |                | Árbitra: [[]]                                  | Árbitra: [[]] |

| 6 de agosto de 2025 | Bangladés | vs. | Laos | Nuevo Estadio Nacional de Laos, Vientián, Laos |               |
| 19:00               |           |     |      | Árbitra: [[]]                                  | Árbitra: [[]] |

| 8 de agosto de 2025 | Timor Oriental | vs. | Bangladés | Nuevo Estadio Nacional de Laos, Vientián, Laos |               |
| 16:00               |                |     |           | Árbitra: [[]]                                  | Árbitra: [[]] |

| 8 de agosto de 2025 | Laos | vs. | Corea del Sur | Nuevo Estadio Nacional de Laos, Vientián, Laos |               |
| 19:00               |      |     |               | Árbitra: [[]]                                  | Árbitra: [[]] |

| 10 de agosto de 2025 | Corea del Sur | vs. | Bangladés | Nuevo Estadio Nacional de Laos, Vientián, Laos |               |
| 16:00                |               |     |           | Árbitra: [[]]                                  | Árbitra: [[]] |

| 10 de agosto de 2025 | Laos | vs. | Timor Oriental | Nuevo Estadio Nacional de Laos, Vientián, Laos |               |
| 19:00                |      |     |                | Árbitra: [[]]                                  | Árbitra: [[]] |

## Clasificación de los equipos en segundo lugar
Debido a que los grupos tienen diferente número de equipos, los resultados contra los equipos en quinto lugar en el grupo de cinco equipos no se consideran para esta clasificación.
| Pos. | Grupo | Equipo | PJ | PG | PE | PP | GF | GC | DG | Pts | Clasificación |
| ---- | ----- | ------ | -- | -- | -- | -- | -- | -- | -- | --- | ------------- |
| 1    | G     |        | 0  | 0  | 0  | 0  | 0  | 0  | 0  | 0   | Torneo final  |
| 2    | H     |        | 0  | 0  | 0  | 0  | 0  | 0  | 0  | 0   | Torneo final  |
| 3    | C     |        | 0  | 0  | 0  | 0  | 0  | 0  | 0  | 0   | Torneo final  |
| 4    | B     |        | 0  | 0  | 0  | 0  | 0  | 0  | 0  | 0   |               |
| 5    | F     |        | 0  | 0  | 0  | 0  | 0  | 0  | 0  | 0   |               |
| 6    | E     |        | 0  | 0  | 0  | 0  | 0  | 0  | 0  | 0   |               |
| 7    | D     |        | 0  | 0  | 0  | 0  | 0  | 0  | 0  | 0   |               |
| 8    | A     |        | 0  | 0  | 0  | 0  | 0  | 0  | 0  | 0   |               |